# Hyphessobrycon borealis
Hyphessobrycon borealis är en fiskart som beskrevs av Zarske, Le Bail och Jacques Géry 2006. Hyphessobrycon borealis ingår i släktet Hyphessobrycon och familjen Characidae. Inga underarter finns listade i Catalogue of Life.